# Département du Columbia
Le département du Columbia (Department of the Columbia en anglais) est un département de l'United States Army créé le 27 juillet 1865 comme subdivision de la division militaire du Pacifique et composé de l'État de l'Oregon et des territoires de Washington et de l'Idaho.
Il est dissout le 3 juillet 1891 lors de la suppression de la division militaire du Pacifique.